# 抱きしめたい (KATSUMIの曲)
「抱きしめたい」（だきしめたい）は、KATSUMIの19枚目のシングル。

## 解説
前作「I wanna Win」から2ヶ月後にリリースされた。
アルバム『DEVOTION』からの先行シングル第2弾。
ジャケットデザインは前作に続いて美術家・横尾忠則が手がけている。
初となる作詞・作曲・編曲を全て自身で手がけた楽曲。
12thシングル「もう二度と戻れない」以来、7作ぶりにオフヴォーカルが収録されないシングルとなった。

## 収録曲
全作詞・作曲・編曲（特記以外）：KATSUMI
1. 抱きしめたい
  - テレビ東京系『音楽空間アンモナイト』エンディングテーマ
2. ひまわり 〜Pray for you〜
編曲：中村修司